# Pirreskogssångare
Pirreskogssångare (Basileuterus ignotus) är en fågel i familjen skogssångare inom ordningen tättingar. Den förekommer i ett litet bergsområde på gränsen mellan Centralamerika och Sydamerika.

## Utseende och läten
Pirreskogssångaren är en 13,5 cm lång, distinkt tecknad skogssångare. Ovanssidan är matt olivgrön och undersidan gräddgul. På huvudet syns ett gröngult ögonbrynsstreck kantat av svart ovantill, rostfärgad hjässa och olivgrå örontäckare. Sången har inte beskrivits. Lätet är ett genomträngande "tseeut".

## Utbredning och systematik
Fågeln förekommer i fuktiga bergsskogar i östra Panama och nordvästligaste Colombia. Den behandlas som monotypisk, det vill säga att den inte delas in i några underarter.

## Status
Arten har ett mycket liten världspopulation med uppskattningsvis endast 650–6500 vuxna individer. Beståndet anses dock vara stabilt. IUCN kategoriserar arten som sårbar.